# سام 6
سام 6 أو كوب أو كوادرات (بالروسية: 2К12 Куб ، لقب تعريف الناتو: Gainful) منظومة دفاع جوي سوفيتية أرض - جو منخفضة إلى متوسطة المدى ذاتية الحركة، طورت المنظومة سنة 1959 وأعدت لكي تستوفي متطلبات الاشتباك الجوي مع أهداف جوية تحلق بسرعة 420–600 م/ث بارتفاع 100 متر إلى 7 كم لمدى يصل إلى 20-24 كم مع إمكانية إصابة الهدف من الصاروخ الواحد بحوالي 70% وتصل إلى 99% بـ 3 صواريخ.
أسقطت منظومة سام 6 أول أهدافها الجوية في تجربة جرت في فبراير 1963 خضعت بعدها المنظومة لسلسلة من التجارب الموسعة حتى دخلت مرحلة الإنتاج في 1967، جرت بعد ذلك عدة تحديثات لتلائم المتطلبات المعاصرة في الدفاع الجوي، بالإضافة إلى الاتحاد السوفيتي فقد صدرت المنظومة إلى مصر وسورية والعراق والجزائر وليبيا وإيران ودول أوروبا الشرقية.

## مكونات المنظومة

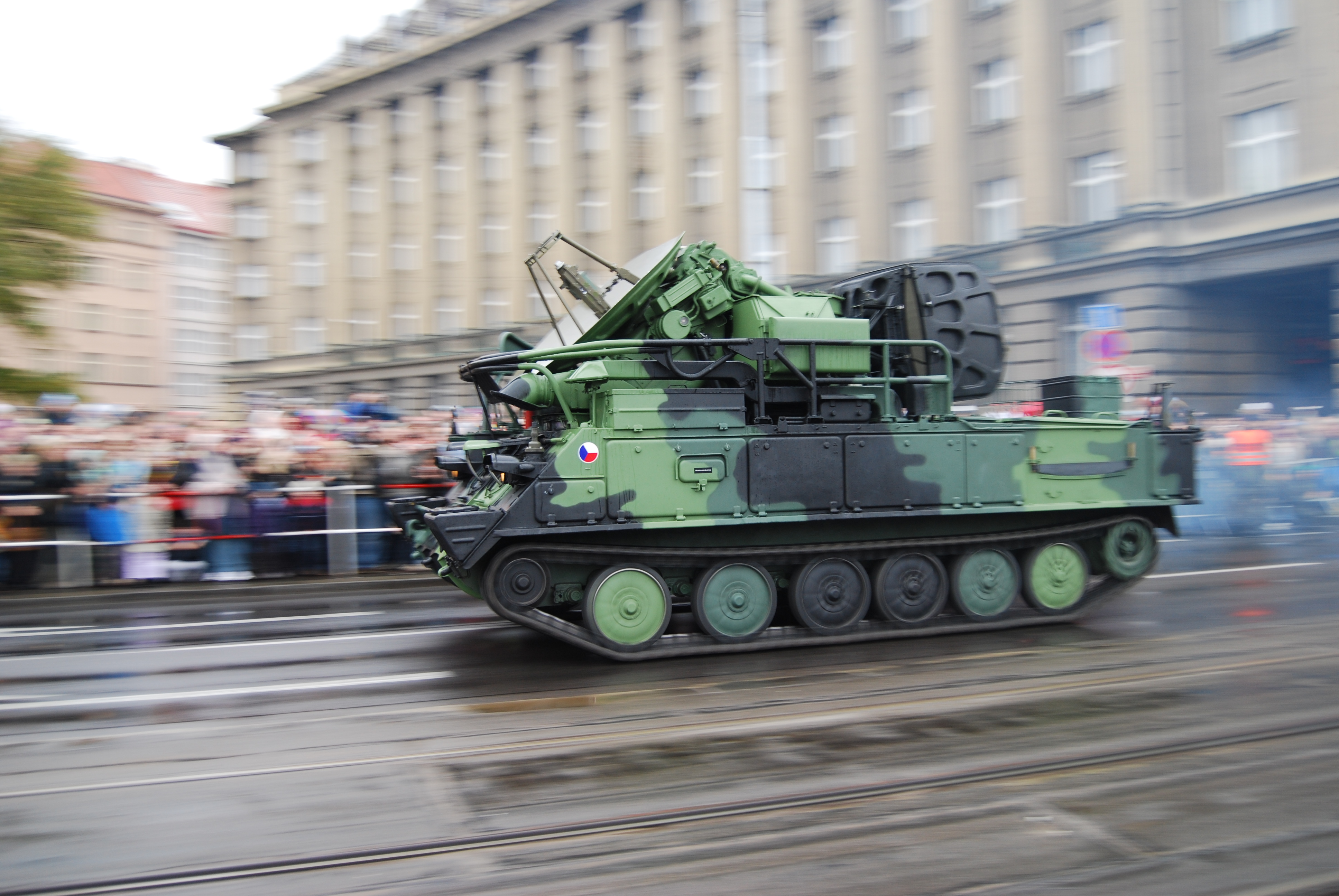
محطة استطلاع وتوجيه (سورن 1S91)

تتكون المنظومة من 4 إلى 6 كتائب نيران (بطارية) سام-6 و كتيبة فنية (الكتيبة المسؤولة عن تخزين الصواريخ وتجهيزها ونقلها)
تتكون كتيبة النيران (بطارية) من :
- محطة استطلاع وتوجيه (رادار) سام-6 ( سورن 1S91 ) بمدى كشف يصل إلى 80 كم ومدى تتبع للأهداف حتى 35 كم.
- من 4 إلى 6 قذائف سام-6 يحمل القاذف 3 صواريخ.

يمكن للكتيبة الاشتباك مع هدف واحد فقط أي أن المنظومة تشتبك مع 4 إلى 6 أهداف، كما يمكن إجراء كمائن للطائرات بمحطة استطلاع وتوجيه و 2 قاذف.

## التطوير
طُورت المنظومة عدة مرات لتلافي العيوب التي ظهرت خلال الاستخدام ولمواكبة التطور التكنولوجي للطائرات والأهداف الجوية منذ تصميمها وحتى عام 1978 م حيث وصلت إلى نظام البوك.
توقف إنتاج المنظومة في روسيا عام 1985 م وبدأت روسيا في إنتاج المنظومة المطورة عنها بوك إم (سام 11).
رغم ذلك لزالت المنظومة تعمل في العديد من الدول خاصة الشرق الأوسط وما زالت تباع بعد تحسينها تقنياً من قبل أوكرانيا وبولندا.
| المنظومة الخصائص                                          | كوب (بالروسية: Куб) | كوب إم 1 (بالروسية: Куб-М1) | كوب إم 3 (بالروسية: Куб-М3) | كوب إم 4 (بالروسية: Куб-М4) بوك 1 (بالروسية: Бук-1) |
| --------------------------------------------------------- | ------------------- | --------------------------- | --------------------------- | --------------------------------------------------- |
| إنتاج                                                     | 1967                | 1973                        | 1976                        | 1978                                                |
| عدد الصواريخ للقاذف                                       | 3                   | 3                           | 3                           | 3                                                   |
| مدى التدمير                                               | 6–22 كم             | 4–23 كم                     | 4–25 كم                     | 4–24 كم                                             |
| ارتفاع التدمير                                            | 100–7000 م          | 80–8000 م                   | 20–8000 م                   | 30–14000 م                                          |
| سرعة الصاروخ بالماخ                                       | 1.75                | 1.75                        | 2                           | 2                                                   |
| أقصى سرعة للهدف بالماخ                                    | 1.75                | 1.75                        | 1.75                        | 1.75                                                |
| زمن رد الفعل بالثانية                                     | 26–28               | 22–24                       | 22–24                       | 24                                                  |
| وزن الصاروخ                                               | 630 كغم             | 630 كغم                     | 630 كغم                     | 630 كغم                                             |
| عدد الأهداف التي يتم الاشتباك معها في نفس اللحظة للبطارية | 1                   | 1                           | 1                           | 2                                                   |
| زمن الجهازية بالدقائق                                     | 5                   | 5                           | 5                           | 5                                                   |

## معرض صور

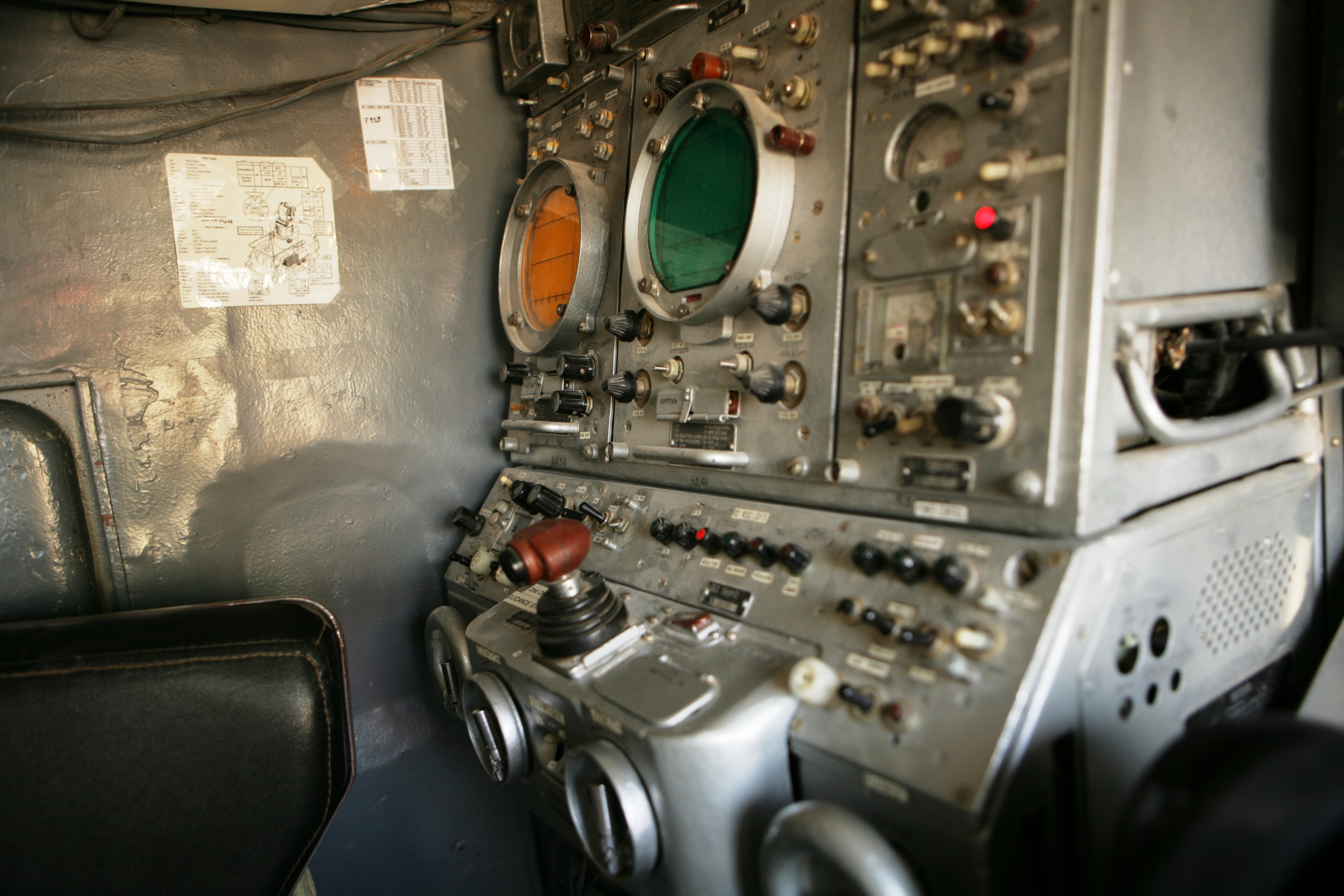
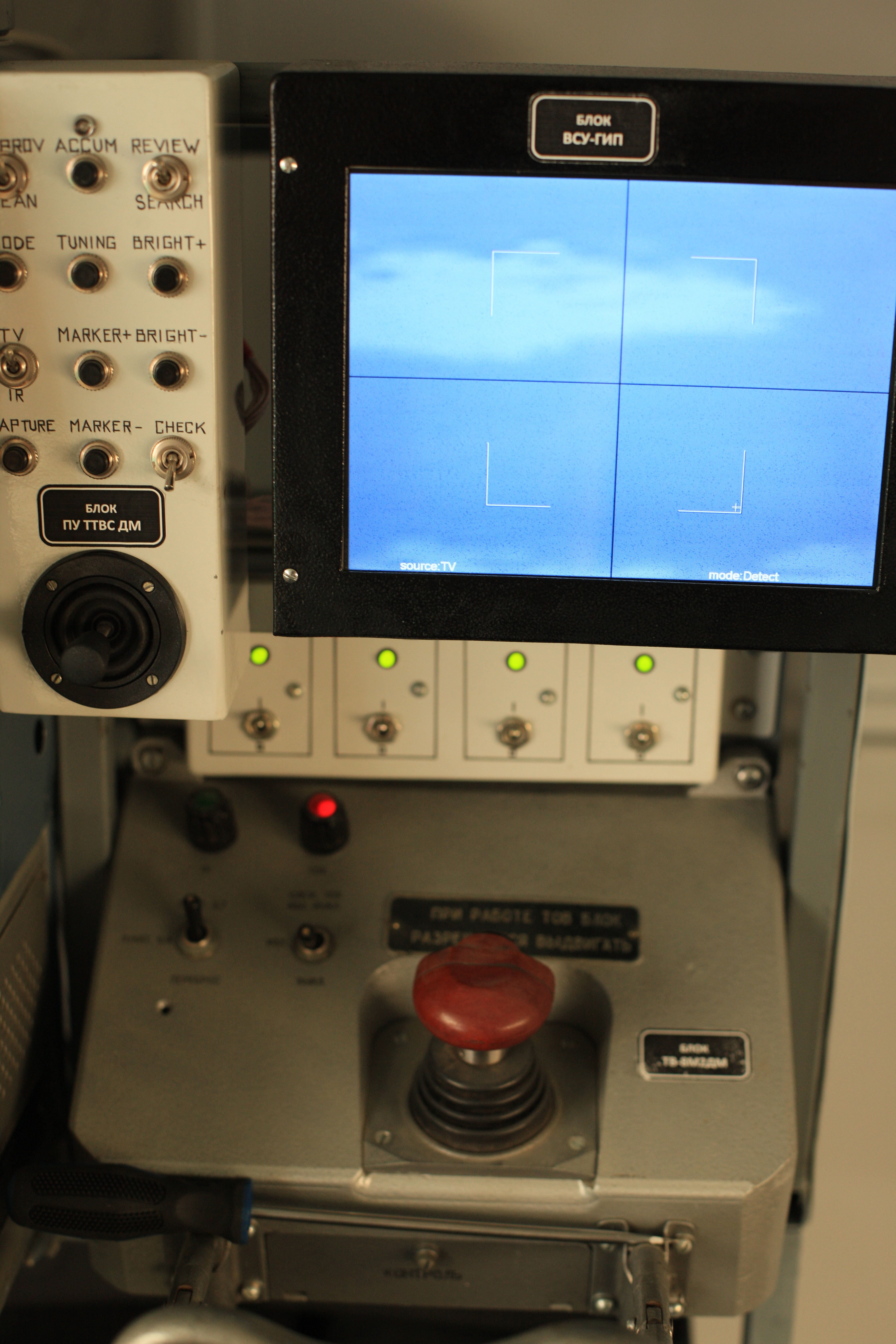
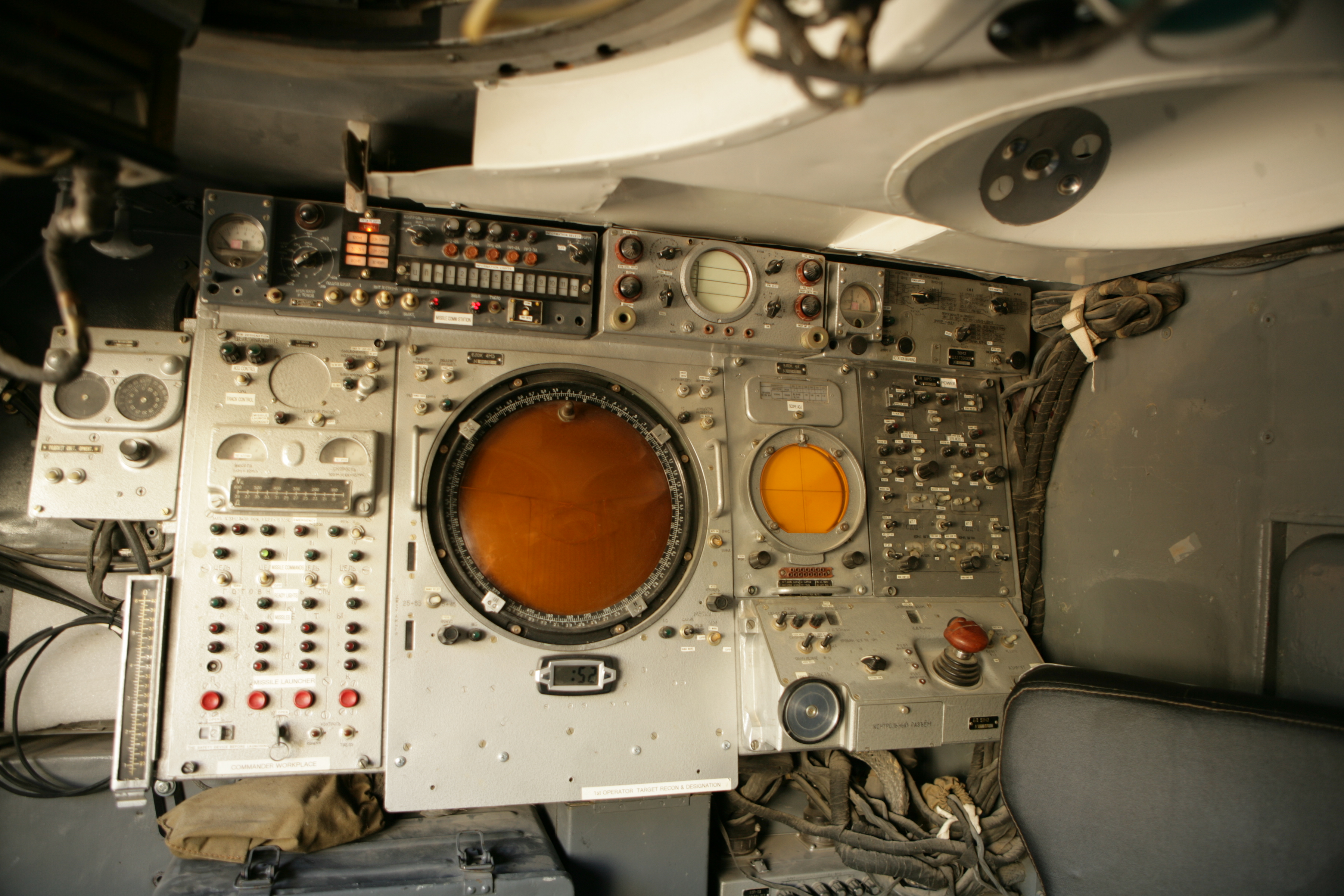
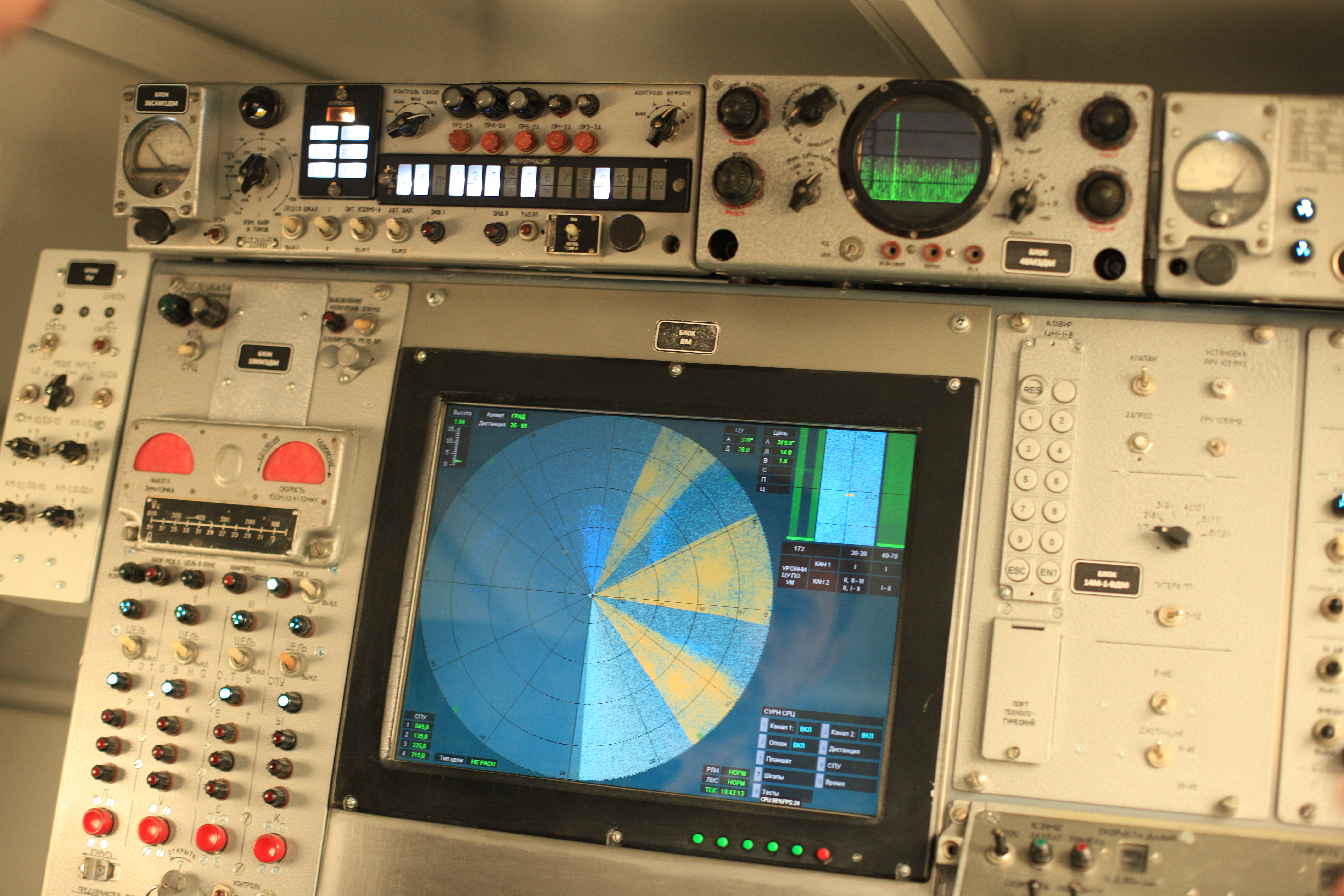
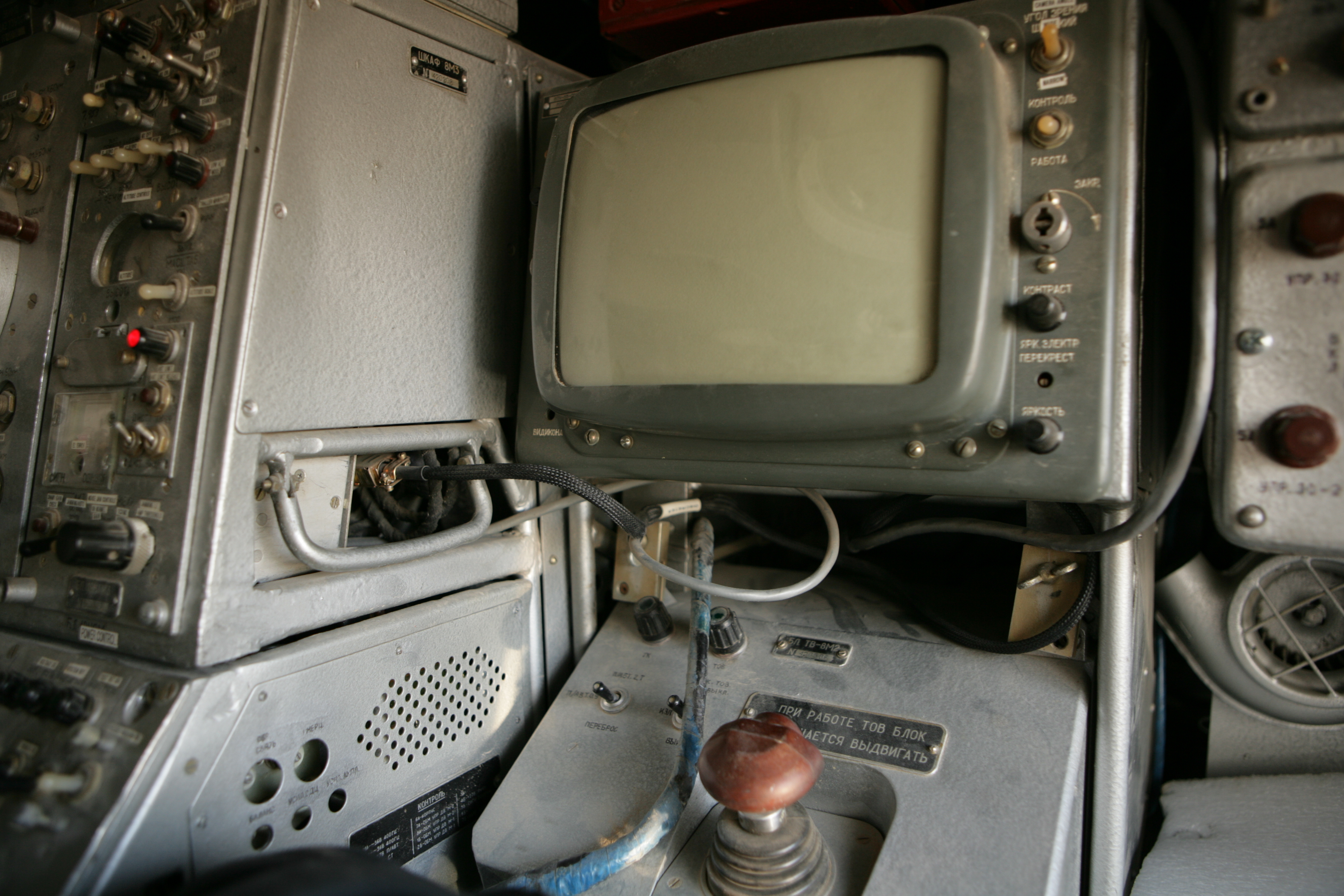
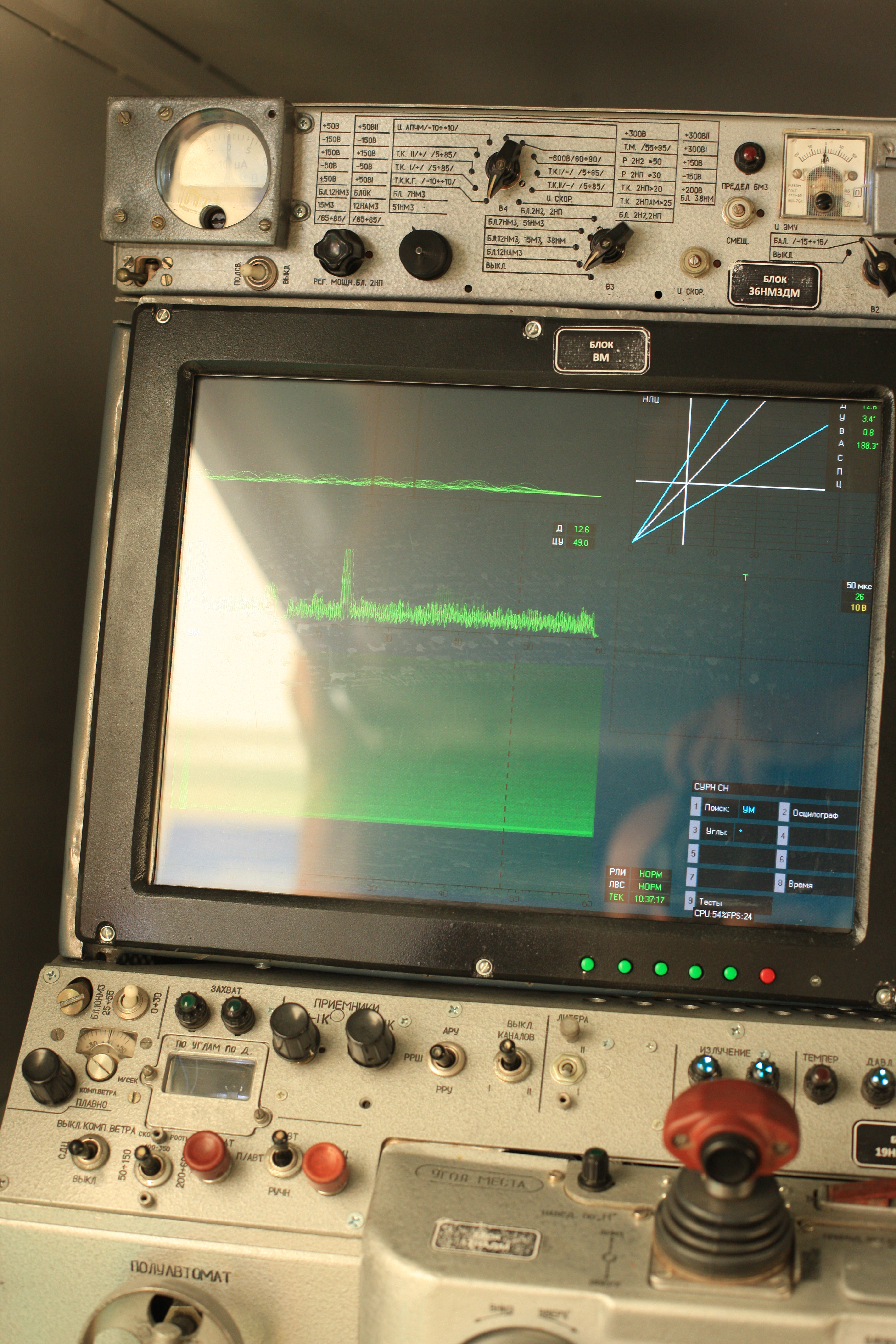